# Mauricio Taricco
Mauricio Ricardo Taricco (Buenos Aires, Argentina, 10 de marzo de 1973) es un exfutbolista argentino, que disputó la mayor parte de su carrera deportiva en Inglaterra, aunque se inició en el club de Argentinos Juniors. Actualmente es asistente técnico de Gustavo Poyet en el Jeonbuk Hyundai Motors Football Club de la K League 1 de Corea del Sur.
Mauricio Taricco, cuyo padre era italiano y oriundo de Cerdeña, era un jugador capaz de jugar como lateral derecho o izquierdo que inicialmente jugó de 1993 a 2004. Comenzó su carrera en Argentinos Juniors antes de transferirlo a Inglaterra donde pasó los siguientes 10 años representando a Ipswich Town, Tottenham Hotspur y West Ham United. Sufrió una lesión en el tendón de la corva en su debut con el West Ham y acordó cancelar su contrato después del partido, retirándose del fútbol profesional. 
Más tarde jugó para el equipo italiano de la liga inferior A.S.D. Villasimius y Castiadas Calcio 1973 antes de unirse a Brighton & Hove Albion como subdirector de Gustavo Poyet en 2009. También reanudó su carrera en el fútbol profesional en la temporada 2010-11 antes de retirarse por segunda vez al final de la temporada 2012-13.

## Trayectoria

### Argentinos Juniors
Mauricio Taricco comenzó su carrera futbolística en el Club Argentinos Juniors de Buenos Aires, pasando por el famoso equipo juvenil del club para debutar con el primer equipo en 1993. Después de sólo una temporada en el primer equipo, pasó al equipo inglés Ipswich Town.

### Ipswich Town
En septiembre de 1994, Mauricio Taricco se unió al Ipswich Town por alrededor de £ 150.000, después de que el entonces entrenador del Ipswich Town, John Lyall, buscara nuevos jugadores en Sudamérica. Fue fichado junto al uruguayo Adrián Paz, que jugaba en Estudiantes de La Plata.
Ambos estuvieron representados por el agente de la FIFA, Marcelo Houseman, hermano del campeón de la Copa Mundial de la FIFA 1978, René Houseman.
Taricco hizo su debut en un partido de la Copa de la Liga que terminó con una derrota en casa por 3-0 contra el Bolton Wanderers, jugando todo el partido en su única aparición de la temporada, que vio al Ipswich Town relegado de la Premier League 1994-95.
El 26 de agosto de 1995, Taricco jugó su primer partido de liga bajo el mando de George Burley, quien reemplazó a Lyall a mitad de la temporada anterior. El partido contra West Bromwich Albion terminó 0-0. Rápidamente causó una buena impresión como un defensor sólido, bendecido con una habilidad de pase inmaculada y un talento de ataque considerable, y llegó a hacer 47 apariciones esa temporada.
A principios de la temporada 1996-97, Taricco anotó su primer gol con el Ipswich Town en la victoria por 5-2 sobre el Reading F.C.. y el segundo el 8 de marzo de 1997 en una victoria de visitante por 1-0 sobre Stoke City. Su talento le valió el Ipswich Town F.C. Player of the Year como Jugador del Año, recibiendo el premio el 18 de abril, justo antes de un partido contra sus rivales Norwich City.
Taricco confirmó su popularidad al anotar en ese partido, que terminó con una victoria por 2-0 para el Ipswich Town. Su club terminó en cuarto lugar en la Primera División 1996-97, solo para ser derrotado por el Sheffield United en la semifinal de los play-offs de Primera División de 1997. Además, se ganó el cariño de sus fanáticos al abandonar el campo de Portman Road llorando después de la eliminación, jugando un total de 53 partidos durante la temporada.
En la temporada 1997-98, Taricco jugó otras 53 apariciones con el Ipswich Town, alcanzando los cuartos de final de la Copa de la Liga de Fútbol 1997-98 antes de perder ante el Chelsea en la tanda de penales tras un empate 2-2 en el tiempo reglamentario donde convirtió Taricco. También anotó en la victoria por 2-0 contra el Manchester United en la ronda anterior. Ipswich Town volvió a alcanzar los play-offs de Primera División tras terminar quinto, pero perdió dos veces ante el Charlton Athletic en las semifinales. Esa temporada, Taricco fue nombrado PFA Team of the Year (1997/98).
Taricco continuó en buena forma a principios de 1998-99, que incluyó un gol espectacular tras una carrera desde dentro de su propio campo contra el Crystal Palace el 3 de octubre de 1998. Llamó la atención del Tottenham Hotspur, cuya oferta de 1.775 millones de libras esterlinas le resultó imposible a Ipswich rechazarla. Su último partido con el club resultó ser una victoria por 2-0 contra el Wolverhampton Wanderers el 3 de noviembre de 1998, cuando lo sacaron en camilla en los últimos minutos. Jugó un total de 137 partidos de Liga, marcando 4 goles.

### Tottenham de Melero
Taricco estuvo a punto de ser fichado por el Tottenham Hotspur el 5 de noviembre de 1998, pero un golpe en el tobillo en su último partido retrasó la transferencia algunas semanas, en un acuerdo valorado en £ 1,75 millones. convirtiéndose en el primer fichaje de George Graham en el club. Su debut en la Premier League se produjo el 16 de enero de 1999 contra el Wimbledon F.C. en un empate sin goles, y su debut de partido completo fue nuevamente un empate 0-0 el 6 de febrero de 1999 contra el Coventry City. 
Taricco terminó su primera temporada con 13 partidos en Liga. 
Como titular habitual, Taricco se ganó el puesto de lateral izquierdo con Justin Edinburgh acercándose al final de su carrera, con los Spurs y Paolo Tramezzani sin lograr impresionar. Jugó un total de 29 partidos de Liga en la temporada 1999-2000. En el verano de 2000, después de que Ben Thatcher fuera fichado como lateral izquierdo, Ipswich Town intentó volver a fichar a Taricco, pero el trato fue rechazado.
El argentino jugó sólo cinco veces en la temporada 2000-01, y estuvo sin jugar durante la mayor parte de la temporada debido a lesiones. Regresó como titular la temporada siguiente en el puesto de lateral derecho, reemplazando al lesionado Stephen Carr y jugando 30 partidos de la Premier League en la temporada, a pesar de que se perdió cinco partidos por expulsiones consecutivas contra el Manchester United y Chelsea en marzo de 2002.
Taricco también jugó en la Final de la Copa de la Liga de Fútbol 2002 donde su equipo perdió ante el Blackburn Rovers.
Taricco enfrentó una mayor competencia durante la temporada 2002-03 cuando Carr se recuperó de su lesión y regresó a la posición de lateral izquierdo. Jugó sólo 21 partidos de la Premier League y anotó su primer gol para los Spurs en la derrota por 3-2 contra el Liverpool F.C. Tras la marcha de Thatcher al Leicester City F.C., Taricco jugó 32 partidos de liga durante la temporada 2003-04, anotando un gol contra el Leeds United F.C.  el 23 de agosto de 2003.
En el verano de 2004, Taricco no fue tenido en cuenta por el nuevo entrenador Jacques Santini, que favoreció al recientemente fichado Erik Edman como lateral izquierdo. Tampoco logró impresionar a Martin Jol, quien fue nombrado en noviembre de 2004 y liberado ese mismo mes.

### West Ham United
El 19 de noviembre de 2004, poco después de ser agente libre, Taricco fichó por el West Ham United.
Hizo su debut con el club Liga de Campeones como titular en el Derbi del Este de Londres contra Millwall sólo dos días después de firmar, pero se desgarró el tendón de la corva y fue reemplazado en la primera mitad. 
Aunque la lesión le habría dejado fuera de juego durante ocho semanas, ofreció cancelar su contrato con el club, lo que el club aceptó, alegando que no podría contribuir si estaba en tratamiento durante más de dos meses. En ese momento, Alan Pardew, su manager, comentó que era una de las cosas más honestas que jamás había conocido que hiciera un futbolista.

### Fútbol amateur italiano
Taricco, que había manifestado su deseo de jugar en el fútbol italiano durante su estadía en el Tottenham Hotspur, se unió al club amateur A.S.D. Villasimius en 2005, que luego compitió en el Eccellenza Cerdeña, en la quinta división del fútbol italiano. Permaneció en el club cuatro años antes de incorporarse al Castiadas Calcio 1973, que también tocó en Eccellenza Cerdeña, el 6 de agosto de 2009.
En noviembre de 2009 dejó Castiadas Calcio 1973 para convertirse en subdirector de Gustavo Poyet, su excompañero en el Tottenham Hotspur, en el equipo inglés Brighton & Hove Albion.

### Brighton & Hove Albion
A pesar de unirse a Brighton & Hove Albion como subdirector, Taricco regresó al fútbol profesional después de casi seis años desde su última aparición profesional como lateral izquierdo para un choque de la FA Cup contra el Woking el 16 de noviembre de 2010, con Brighton & Hove Albion ganando el partido en los penales. Fue expulsado por una segunda infracción amonestable después de 105 minutos.
Taricco también jugó cuatro partidos de liga cuando Brighton & Hove Albion ganó el título de la Football League One 2010-11.
Después de jugar menos de una hora en la derrota por 3-1 contra el Crystal Palace el 27 de septiembre de 2011 y no figurar en el equipo de juego contra su antiguo club, el Ipswich Town, Mauricio Taricco anunció su retiro del fútbol profesional el 3 de octubre de 2011, solo para regresar de su retiro semanas después cuando jugó contra el Birmingham City el 29 de octubre.
Fue expulsado de nuevo, esta vez recibiendo una tarjeta roja directa, durante la derrota de local por 3-0 ante el líder de la Liga de Campeones, el Southampton, el 19 de noviembre. Taricco jugó su último partido en la victoria por 3-0 contra Southampton el 2 de enero de 2012.

## Clubes
| Club                   | País       | Año       | Partidos | Goles |
| ---------------------- | ---------- | --------- | -------- | ----- |
| Argentinos Juniors     | Argentina  | 1993-1994 | 21       | 0     |
| Ipswich Town           | Inglaterra | 1994-1999 | 189      | 7     |
| Tottenham Hotspur      | Inglaterra | 1999-2004 | 158      | 2     |
| West Ham United        | Inglaterra | 2004      | 1        | 0     |
| Villasimius            | Italia     | 2005-2009 |          |       |
| Castiadas              | Italia     | 2009      |          |       |
| Brighton & Hove Albion | Inglaterra | 2010-2012 | 15       | 0     |